# Doté
Doté título de sacerdotes do Candomblé Jeje, são os vodunces da família de Sobô do sexo masculino, enquanto os do sexo feminino são chamadas  de Doné.